# Тиняково (Калузька область)
Тиняково (рос. Тиняково) — присілок в Малоярославецькому районі Калузької області Російської Федерації.
Населення становить 66 осіб. Входить до складу муніципального утворення Село Кудиново.

## Історія
Від 2004 року входить до складу муніципального утворення Село Кудиново.

## Населення
| 2002 | 2010 |
| ---- | ---- |
| 77   | ↘66  |